# Piona interrupta
Piona interrupta är en kvalsterart som beskrevs av Marshall 1929. Piona interrupta ingår i släktet Piona och familjen Pionidae. Inga underarter finns listade i Catalogue of Life.